# Zenyōmitsu-ji
Le Zenyōmitsu-ji (善養密寺) est un temple situé dans l'arrondissement spécial de Setagaya à Tokyo. Le temple appartient à l'école Shingon du Bouddhisme Vajrayana qui attache une importance particulière à l'origine du Bouddhisme et à sa manifestation à travers l'histoire.
Le Zenyōmitsu-ji possède une riche collection d'objets historiques d'Inde, Asie centrale et de Chine. La plus remarquable est une exceptionnelle collection d'art de Gandhara, recueillie en vingt ans par le chef du Temple.

## Œuvres d'art au Zenyōmitsu-ji

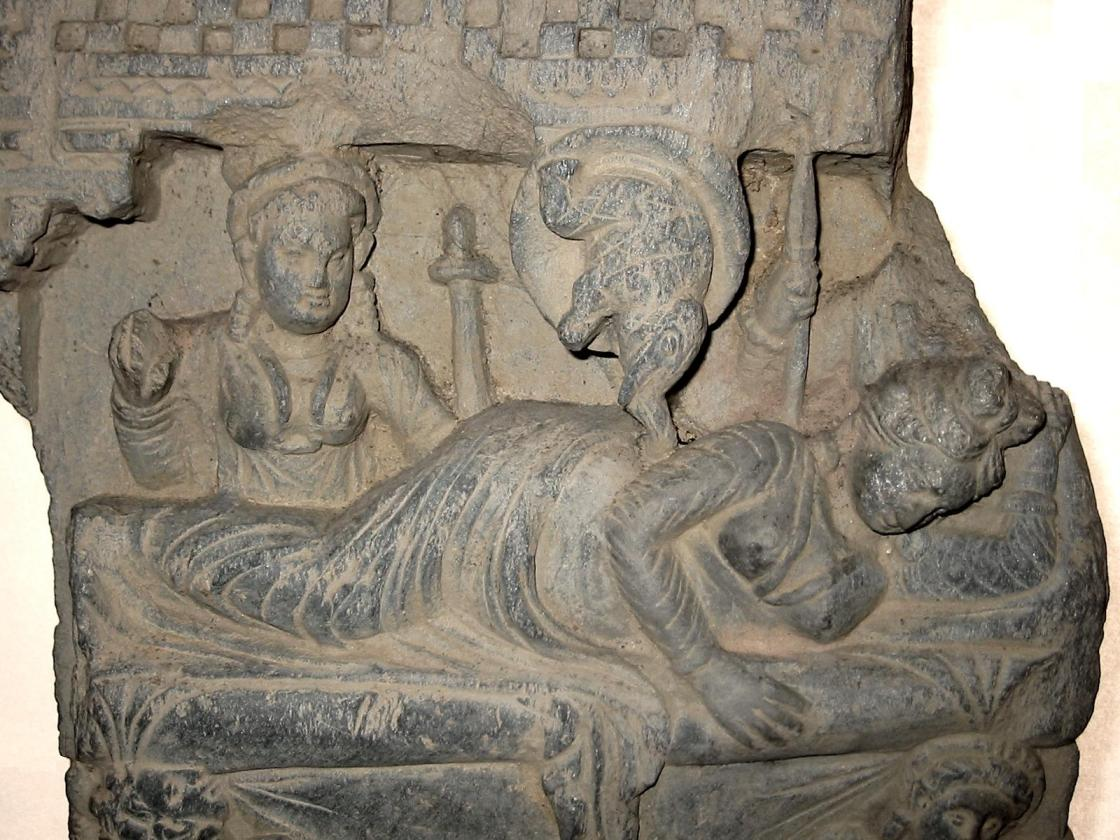
Le rêve de la reine Maya.
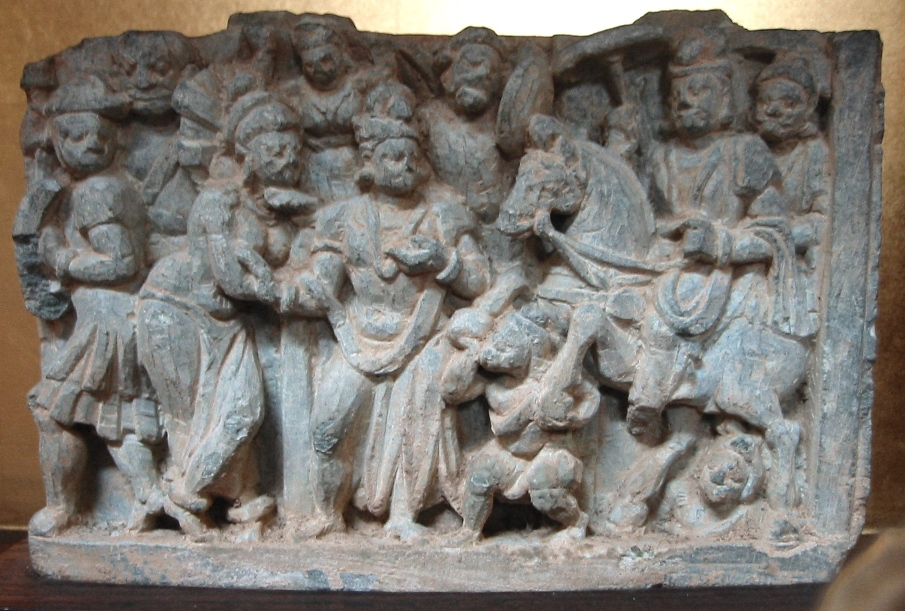
Siddhartha Gautama quitte le palais.
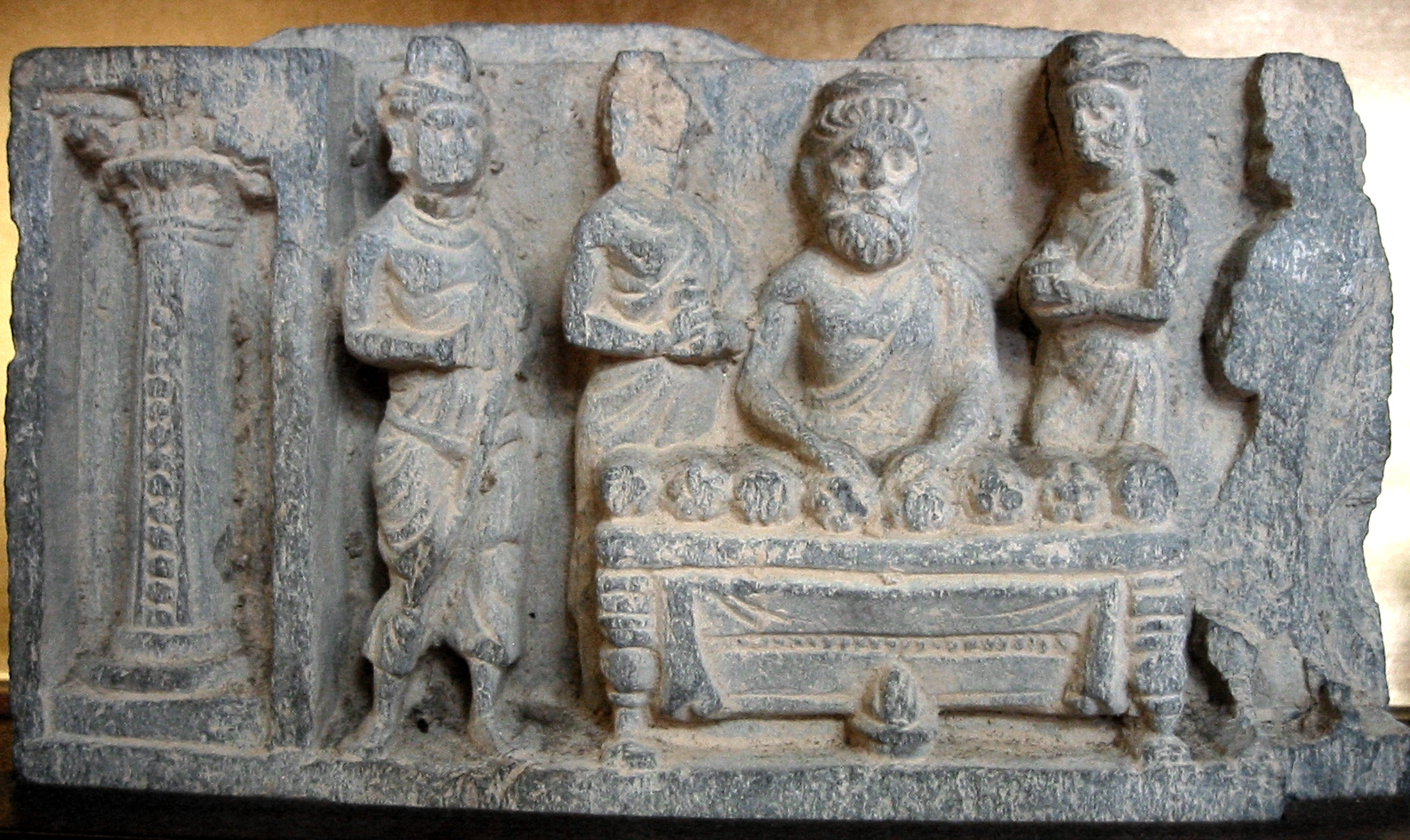
La fin de l'ascétisme.
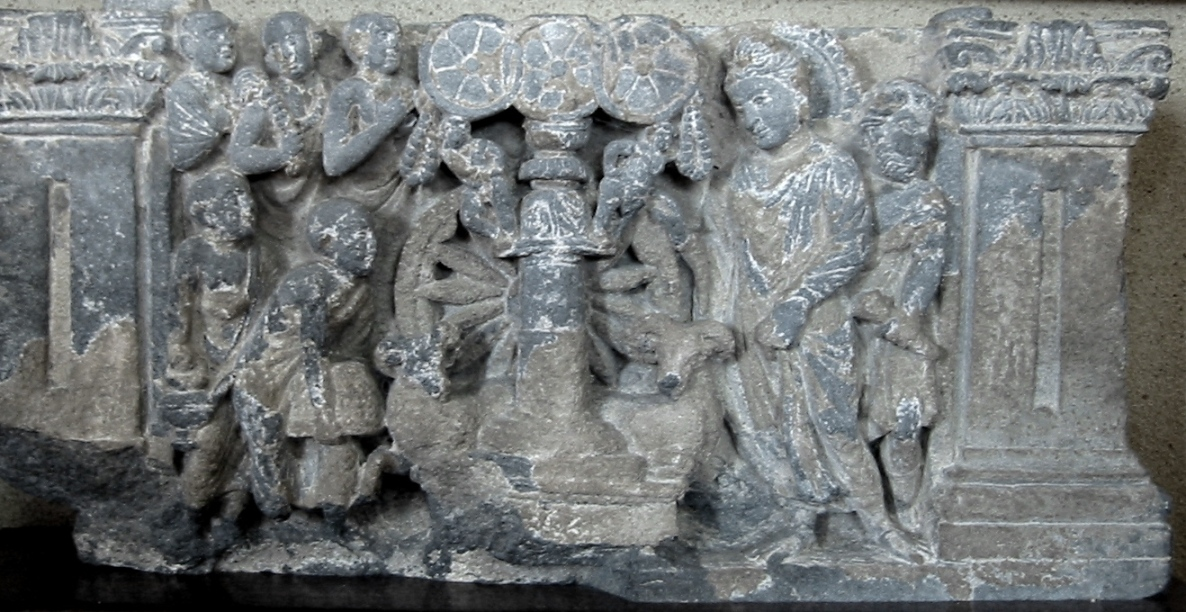
Le Bouddha à Sārnāth.
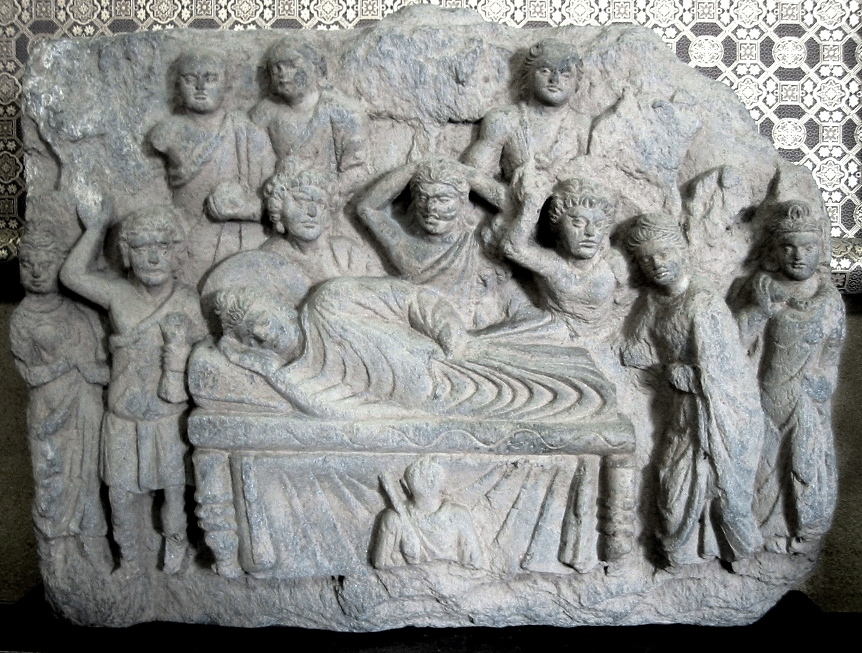
Le parinirvâna du Bouddha.
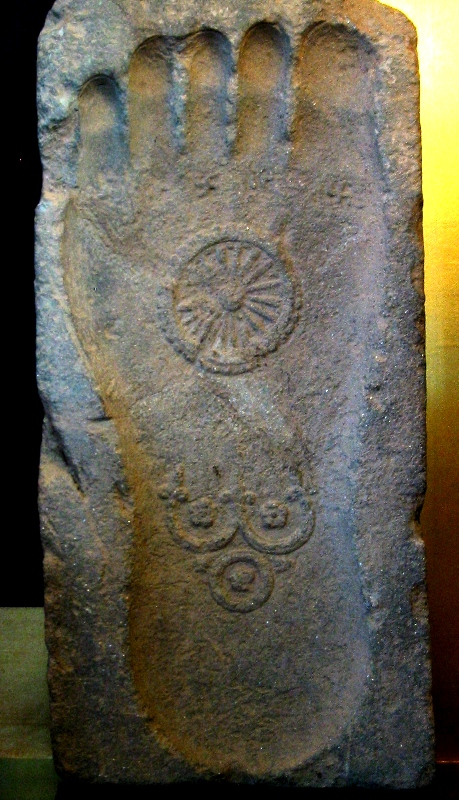
Une empreinte de pied du Bouddha.

## Référence
- (en) Cet article est partiellement ou en totalité issu de l’article de Wikipédia en anglais intitulé « Zenyōmitsu-ji » (voir la liste des auteurs).